# Hypnos
Pour les articles homonymes, voir Hypnos (homonymie).

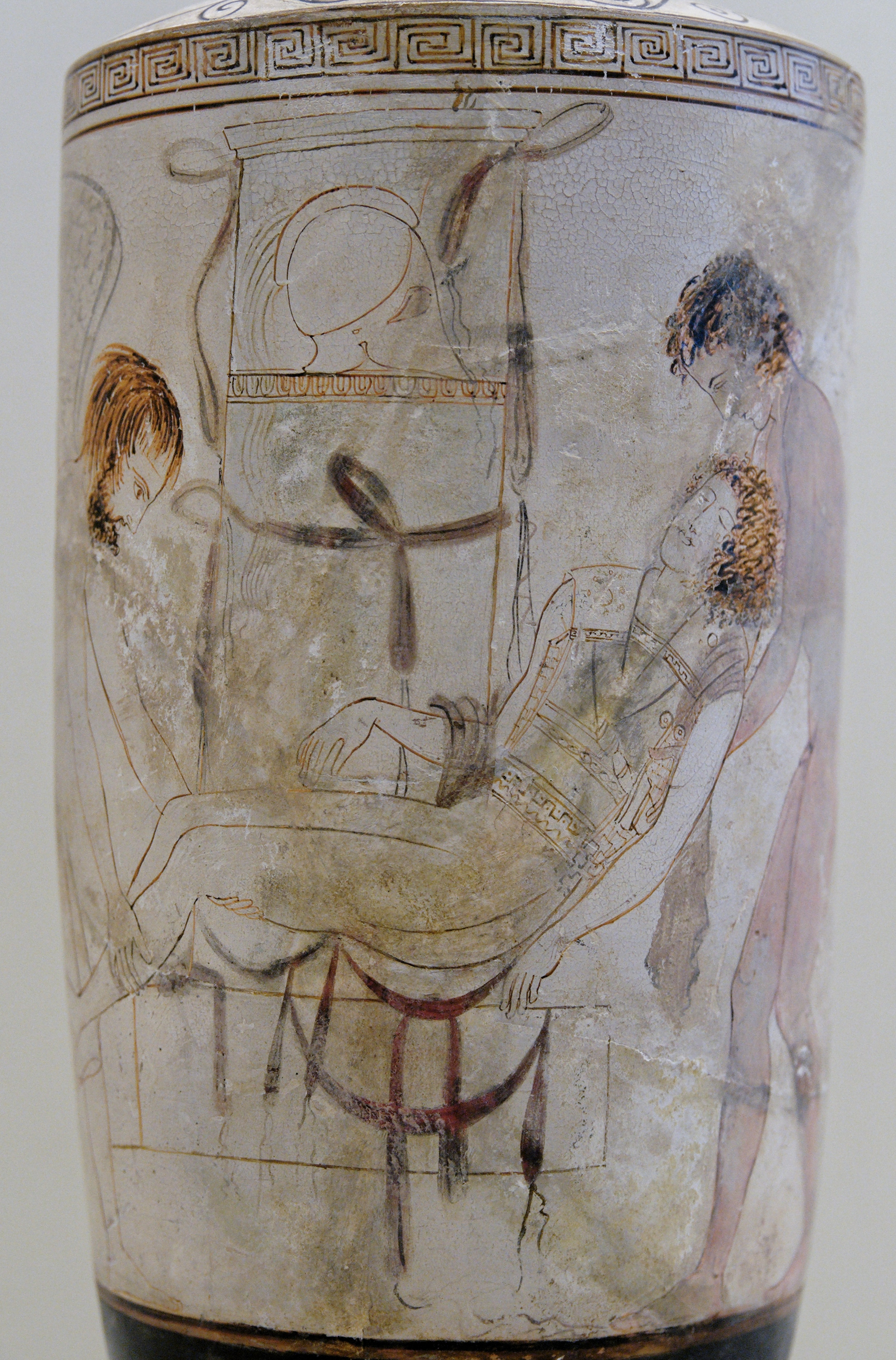
Hypnos et Thanatos portant Sarpédon, lécythe attique à fond blanc,, British Museum (Vase D 56).

Dans la mythologie grecque, Hypnos (en grec ancien Ὕπνος / Húpnos) est le dieu du sommeil, l'équivalent de Somnus chez les Romains. Il est le fils de Nyx et le frère jumeau de Thanatos, la personnification de la Mort. Il est aussi le père de Morphée, dieu des rêves et des Songes. Ses attributs sont le pavot et la corne.

## Mythe antique
Fils de Nyx, la Nuit, il est aussi selon l’Iliade le frère jumeau de Thanatos, la Mort. 
Selon Hésiode, il vit dans les terres inconnues de l'Ouest et « Il voltige tranquillement, plein de douceur pour les mortels ».
Chez Homère, il habite Lemnos, et peut se métamorphoser en oiseau de nuit. Les scholiastes d'Homère se sont interrogés à ce sujet. Selon certains, les Lemniens appréciaient beaucoup le vin, ils accueillaient donc Hypnos avec plaisir. Selon d'autres, Hypnos était amoureux de Pasithée, l'une des Charites, qui habitait cette cité. Peut-être enfin Hypnos était-il honoré à Lemnos.
Il peut endormir aussi bien les hommes que les dieux. Hypnos endort les hommes et les dieux en éventant ses ailes ou en les touchant de sa baguette magique. Ainsi, au chant XIV de l’Iliade, Héra lui demande d'endormir Zeus en personne, afin que Poséidon puisse aider les Grecs malgré l'interdiction du maître de l'Olympe. Elle l'appelle « maître des hommes et des dieux ». Hypnos admet qu'il peut endormir tous les dieux, même Océan. Il rappelle aussi qu'il a déjà endormi Zeus, déjà à la demande d'Héra, afin que celle-ci puisse faire périr Héraclès. Rageur, Zeus avait tenté de le jeter du haut de l'Olympe, et Hypnos n'avait dû son salut qu'à sa mère Nyx. Sur la promesse d'Héra de lui donner la main de Pasithée, Hypnos se laisse fléchir. Il se change en oiseau et, encore une fois, endort Zeus.
Hypnos, sur les tombeaux, désigne l'éternel Sommeil.
Hypnos est parfois représenté sur les sarcophages, sous l'aspect d'un jeune garçon endormi ayant son bras appuyé sur une lampe renversée.

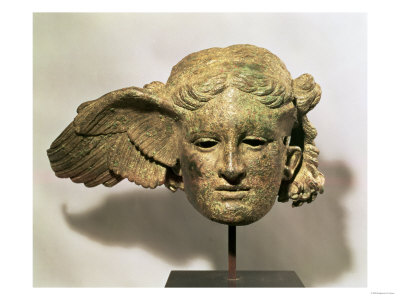
Réplique d'une tête d'Hypnos en bronze datée du Trouvée à Civitella d'Arno, en Italie. – Exposée au British Museum de Londres.

Hypnos est également considéré comme le gardien de la nuit, qui reste éveillé quand le monde est endormi.

## Citations
Homère fait mention de Hypnos dans l’Iliade, pendant l'épisode de la mort de Sarpédon.

« Purifie Sarpédon, hors de la mêlée, du sang noir qui le souille. Lave-le dans les eaux du fleuve, et, l'ayant oint d'ambroisie, couvre-le de vêtements immortels. Puis, remets-le aux jumeaux rapides, Hypnos et Thanatos, pour qu'ils le portent chez le riche peuple de la grande Lycie. »

Dans sa Théogonie, Hésiode en parle ainsi :

« Là demeurent les enfants de la Nuit obscure, le Sommeil et la Mort, divinités terribles que le soleil resplendissant n'éclaire jamais de ses régions, soit qu'il monte vers le ciel, soit qu'il en redescende. Le Sommeil parcourt la terre et le vaste dos de la mer en se montrant toujours paisible et doux pour les humains. »

## Postérité après l'Antiquité
Le poète et résistant français René Char, dont le pseudonyme de guerre est le Capitaine Alexandre, écrit le Carnet d'Hypnos entre 1943 et 1944, lorsqu'il est résistant à Céreste pendant la Seconde Guerre mondiale. Il publie après la guerre, en 1946, son recueil Les Feuillets d'Hypnos, qui est constitué de notes du Carnet d'Hypnos et de réécritures. Il se considérait comme celui qui veillait sur son peuple dans la nuit de la Seconde Guerre mondiale[réf. souhaitée].
Hypnos est également le titre d'une nouvelle d'Howard Phillips Lovecraft.
L'astéroïde (14827) Hypnos porte son nom. La lune transneptunienne Somnus, satellite de Mors, a été baptisée selon le nom romain de cette divinité.